# Anton Maier (Politiker, 1876)
Anton Johann Maier (* 28. April 1876 in Allerheiligen im Mürztal; † 25. Februar 1955 in St. Radegund bei Graz) war ein österreichischer Politiker der Christlichsozialen Partei (CS).

## Ausbildung und Beruf
Anton Maier wurde am 28. April 1876 als Sohn des Gastwirten und Realitätenbesitzers Franz Maier und dessen Ehefrau Anna geboren.
Nach dem Besuch der Volksschule ging er auf ein Gymnasium und absolvierte danach das Studium der Rechte. Er wurde Postrat.

## Politische Funktionen
- 1946–1950: Bürgermeister von Sankt Radegund bei Graz

Er war auch Obmann der Landesgruppe Steiermark der Gewerkschaft Christlicher Postler.

## Politische Mandate
- 4. März 1919 bis 9. November 1920: Mitglied der Konstituierenden Nationalversammlung, CSP
- 10. November 1920 bis 18. Mai 1927: Mitglied des Nationalrates (I. und II. Gesetzgebungsperiode), CSP